# Замок Грюєр
За́мок Грює́р (фр. château de Gruyères), розташований у середньовічному місті Грюєр, кантон Фрібур, є одним із найвідоміших у Швейцарії. Він є об'єктом культурної спадщини національного значення.

## Історія
Будівля була зведена між 1270 та 1282 роками за типовим для укріплень Савої квадратним планом. Вона була власністю графів Грюєр до банкрутства графа Мішеля у 1554 році (його оголосив Тагзатцунг). Його кредитори (борг становив 3 тис. золотих екю), кантони Фрібур та Берн, 1555 року розділили його графство: Берн отримав верхній Грюєром, включаючи Жессеней (Заанен), Ружмон, Шато-д'О та Россіньєр; Фрібург отримав решту з замком Грюєр, яка потім стала бальяжем Фрібурга. З 1555 по 1798 рік замок був резиденцією бальї, а потім — префектів, призначених Фрібуром. У 1849 році замок було продано родинам Бові та Баллан, які використовували його як літню резиденцію, відновили його та заснували колонію художників. У 1938 році замок був викуплений кантоном Фрібур, перетворений на музей і відкритий для публіки. З 1993 року фонд забезпечує збереження та популяризацію будівлі та художньої колекції.

## Музей
У замку зберігаються три мантії Ордену Золотого руна. Вони були частиною військових трофеїв, захоплених швейцарськими конфедератами (до складу яких входили війська з Грюєра) у битві під Муртеном проти Карла Сміливого, герцога Бургундії, у 1476 році. Оскільки Карл тоді відзначав річницю смерті свого батька, одна з мантій є чорним оксамитовим священницьким облаченням з вишитою емблемою Філіпа Доброго.
У замку виставлена колекція пейзажів художників XIX століття, зокрема Жана-Батиста-Каміля Коро, Бартелемі Менна та інших.
Також експонується міжнародна колекція Фантастичного мистецтва (Хосе Рузвельт, Джан Паоло Дульбекко, Вінсент Амас, Патрік Вудрофф, Мілан Гольдшмідт).

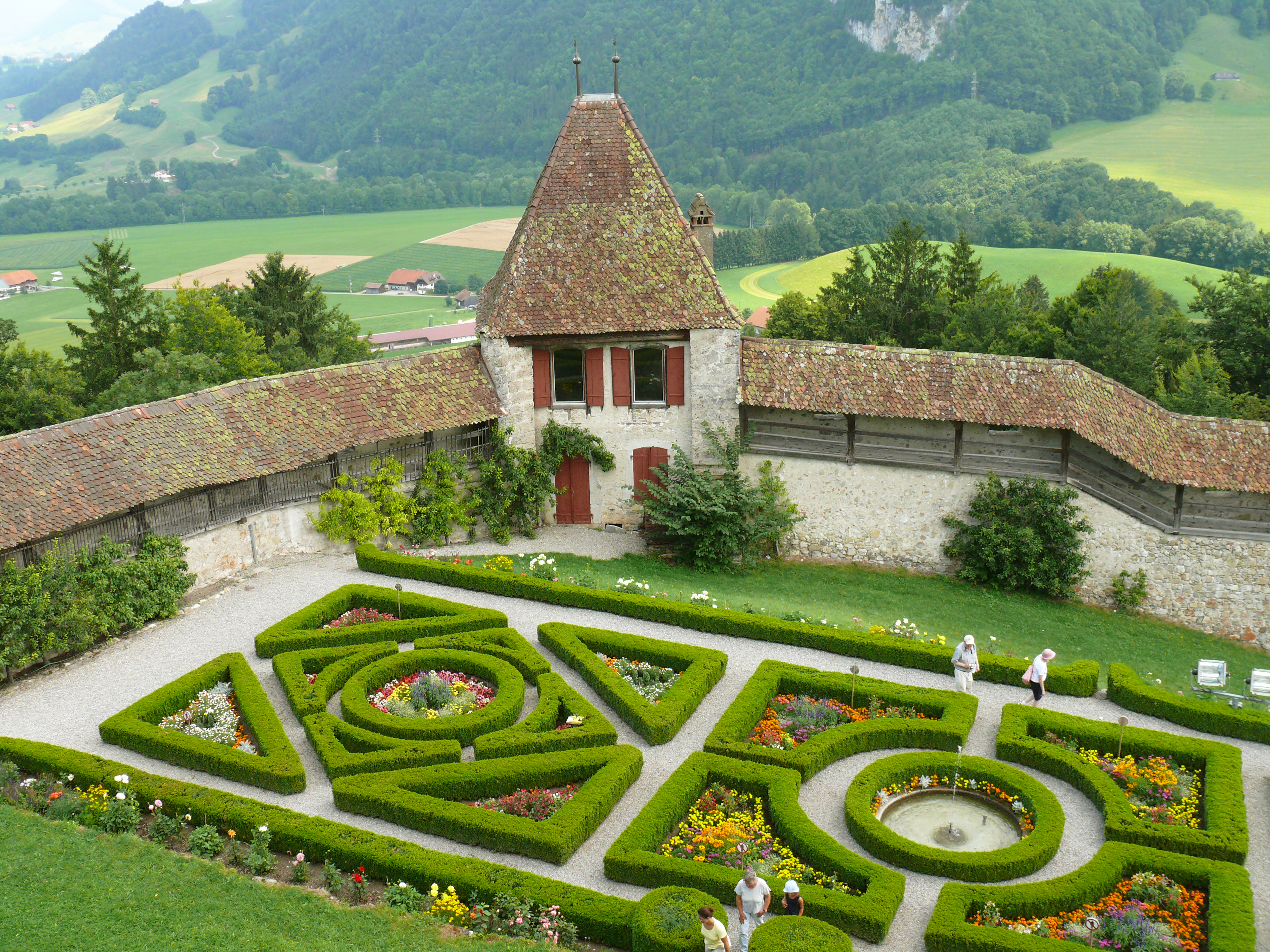
Французький сад за замком

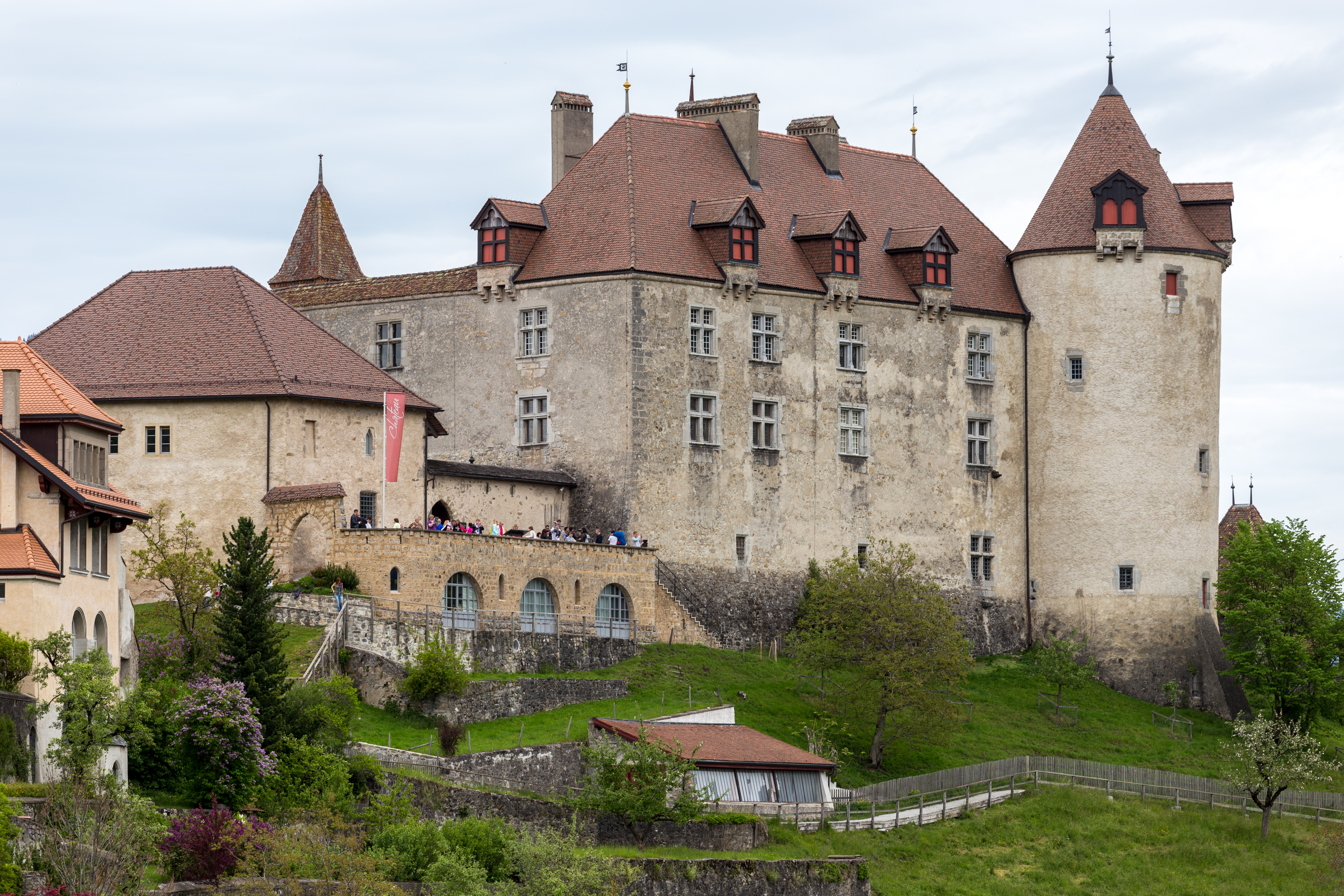
Вид з південного заходу